# Емілія Вюртемберзька
Емілія Вюртемберзька (нім. Emilie von Württemberg), (нар. 19 серпня 1550 — пом. 4 квітня 1589) — герцогиня Вюртемберзька з Вюртемберзького дому, донька герцога Вюртембергу Крістофа та принцеси Бранденбург-Ансбахської Анни Марії, друга дружина пфальцграфа Зіммерн-Спонгейму Ріхарда.

## Біографія
Народилась 19 серпня 1550 року у Мьомпельґарді. Була п'ятою дитиною та четвертою донькою в родині управителя графства Вюртемберг-Мьомпельґард Крістофа Вюртемберзького та його дружини Анни Марії Бранденбург-Ансбаської. Мала старшого брата Ебергарда та сестер Ядвіґу, Єлизавету та Сабіну. Згодом сімейство поповнилося сімома молодшими дітьми, з яких вижили Елеонора, Людвіг, Доротея Марія, Анна та Софія.
За три місяці після її народження, у листопаді 1550 року, батько став правлячим герцогом Вюртембергу. Родина оселилася у Штутгартському палаці.

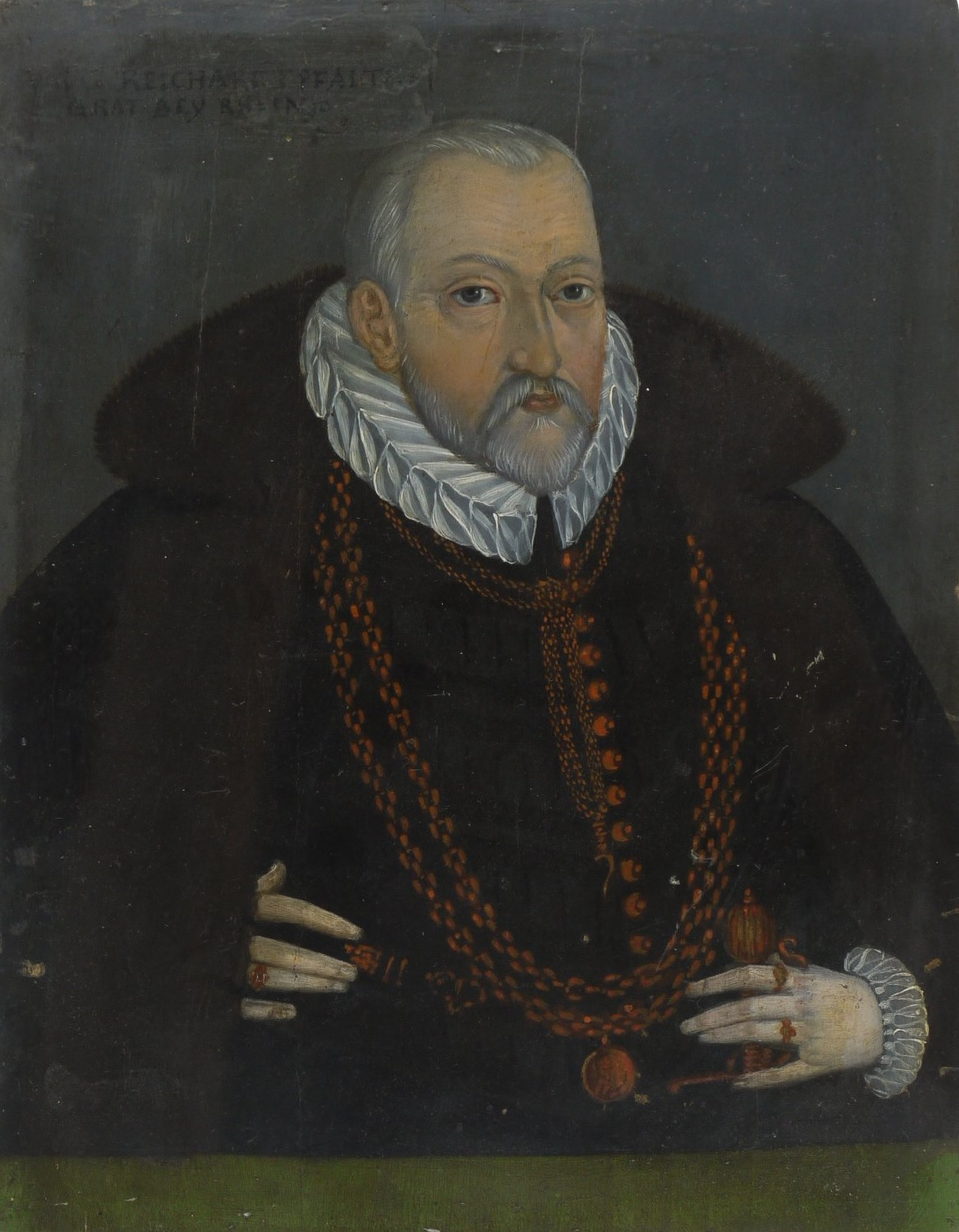
Портрет пфальцграфа Ріхарда близько 1580

У травні 1568 року її брат Ебергард помер, будучи спадкоємним принцом. Батька не стало того ж грудня. Герцогство Вюртемберг перейшло до її брата Людвіга. Через малолітство він перебував під колективною опікою родичів, справами заправляв граф Генріх фон Кастель. Офіційно перебрав на себе повноту влади лише 1578 року.
У віці 27 років Емілія стала дружиною 56-річного герцога та пфальцграфа Зіммерн-Спонгейму Ріхарда. Весілля пройшло 29 травня 1578 у Зіммерні. Наречений змалку призначався для духовної кар'єри, очолював кілька парафій, тричі балотувався в єпископи, однак від 1562 року жив, як світська людина. Для нього це був другий шлюб, від першого мав єдину доньку. Спільних дітей у подружжя не було. 
Основною резиденцією пари був замок Зіммерн. Двір тримався надто великий, що призвело до занепаду фінансів.
Емілія померла у Зіммерні 4 квітня 1589 у віці 38 років. Була похована в одній з трьох поховальних камер місцевої церкви Святого Стефана. В приміщенні церкви також знаходиться її кенотаф.